# Berthelange
 Berthelange  es una población y comuna francesa, en la región de Franco Condado, departamento de Doubs, en el distrito de Besançon y cantón de Audeux.

## Demografía
| 107 | 104 | 112 | 169 | 193 | 210 |
| Para los censos de 1962 a 1999 la población legal corresponde a la población sin duplicidades (Fuente: INSEE [Consultar]) |     |     |     |     |     |